# Eyeborg
El eyeborg o eye-borg es un aparato cibernético que típicamente se instala en la cabeza del usuario y que está diseñado para poder oír los colores mediante ondas sonoras. Lo usan mayoritariamente personas ciegas o con impedimentos visuales como daltonismo o acromatopsia. Funciona con una cámara instalada en la cabeza que lee directamente los colores delante del usuario y los convierte al momento en ondas sonoras.
El primer eyeborg fue creado en Inglaterra en 2003 por Adam Montandon en colaboración con el artista acromatópsico Neil Harbisson. El invento, bajo el proyecto Bridging the Island of the Colourblind, ganó el Innovation Award (Submerge 2004) premio británico a la mejor innovación de 2004 y el primer premio europeo en Content Tools and Interface Design (Europrix 2004)